# Walter Kuhn (Informatiker)
Walter Kuhn (* 1964) ist ein deutscher Informatiker.

## Leben
Kuhn studierte bis 1992 Informatik an der Universität Karlsruhe. Von 1993 bis 1997 promovierte er mit einer Dissertation über Performance Prediction for Parallel Program Skeletons an der Universität Basel. Von 2005 bis 2008 studierte Kuhn an der Open University und schloss mit einem MBA ab.
Von 1993 bis 1998 arbeitete er in verschiedenen Positionen als Informatiker bei Ciba AG bzw. später Novartis in Basel. Anschließend war er bis 2004 Unternehmensberater und Practiceleader Enterprise Application Integration bei der Computer Sciences Corporation. Als leitender Architekt der Swiss Life von 2004 bis 2005 sowie bei Siemens im Business Innovation Center Zürich als Senior Architekt und Senior Projektleiter von 2005 bis Ende 2006 waren weitere Industrie-Mandate.
Außerdem hielt er zwischen 2002 und 2006 Vorlesungen an der Zürcher Hochschule für Angewandte Wissenschaften im Bereich EAI, und der Universität Basel im Bereich Software-Entwicklung. Seit 2003 hält Kuhn regelmäßig Vorlesungen an der Hochschule für Wirtschaft Zürich (HWZ).
Von 2007 bis 2015 ist Walter Kuhn an der HWZ vollberuflich tätig und Mitglied der Hochschulleitung. Er forscht, doziert und publiziert primär zum Gebiet des Software-Entwicklung und Enterprise Application Integration. Ende 2007 wurde er zum Professor durch die Zürcher Fachhochschule berufen.
Kuhn ist verheiratet und hat zwei Töchter. Die Familie wohnt in Deutschland.

## Publikationen
Themenfeld IT-Architektur und Management
- Mit S. Müller, C. Meiler, I. Petrov, S. Jablonski: Integratives IT-Architekturmanagement. In Handbuch der Software-Architektur, R.Reusser, W. Hasselbring (Hrsg.), DPunkt Verlag, 2006
- Zwei Zukunftsweisende MAS-Studiengänge. Professional Computing 2007/1

Themenfeld Systems Integration
- Mit B. Fenner, H. Möller: Enterprise Application Integration – Den Blick nach vorne richten. (Virtuelles Interview), Schweizer Versicherung 8/2003, Seite 45–49.
- Enterprise Application Integration – Bestandteil moderner IT-Strategien. Schweizer Bank 06-2003.

Themenfeld Distributed Computing / Component Software
- Mit A. Gorny: A CORBA-based Distributed Database for Pharmacy. Datenbank Rundbrief der GI, May 1997.
- Mit A. Gorny, H. Jacob: DELPHI IDL Interface. Techn. Report. Juni 1996.
- Mit A. Gorny, J. Jacob: DELPHI Requirement Analysis. Tech. Report. März 1996.

Themenfeld Parallel Software Performance Engineering
- Performance Prediction of Parallel Program Skeletons (ISBN 3-8265-4625-3). PhD Theses. Shaker Verlag, 1999.
- Performance Modelling for Parallel Skeletons: the ALPSTONE Project. In Proc. of Parallel Programming Environments  for High Performance Parallel Computing, Alpe d’Huez, April 1996.
- Performance Prediction and Benchmarking: Results from the Alpstone project. In Proc. of High Performance Computing and Networking. Brussels, April 1996.
- Mit H. Burkhart: The ALPSTONE Project: An Overview of a Performance Modelling Environment. In Proc. of the International Conference on High Performance Computing, New Delhi, Dec. 1995.
- The ALPSTONE Project: Performance Modelling and Software Engineering. In PARS-Mitteilungen Nr. 14, Stuttgart, Oct. 1995.

Themenfeld Parallel Software Engineering
- Mit H. Burkhart, N. Fang, R. Frank, G. Hächler, G. Pretot: The Basel Tool Suite for Parallel Processing. In Proc. of the First IFIP TC10 Intern. Workshop on Parallel and Distributed Software Engineering. März 1996.
- Mit P. Ohnacker, H. Burkhart: Support for Software Reuse and Teaching: The Basel Algorithm Library BALI. In Parallel Computing: State-of-the-art and Perspectives. Gent. Sept. 1995.